# محمد مصطفى حلمي
محمد مصطفى حلمي، (1904 - 1969). الدكتور في الفلسفة ومن المهتمين بالفلسفة والتصوف.

## نشأته:[1]
ولد في القاهرة في شعبان 1322 هـ الموافق 1904. وفقد بصره في ربيع الآخر 1342هـ الموافق 1923 بعد حصوله على الشهادة الثانوية.

## دراسته:[1]
التحق بقسم الدراسات الفلسفية والاجتماعية في كلية الآداب جامعة القاهرة (1343- 1348هـ الموافق 1925- 1929. وكانت دفعته أول دفعة تتخرج في هذا القسم.
ثم نال الماجستير من القسم نفسه في ذي الحجة 1350هـ الموافق 1932م عن أطروحة بعنوان: «نظرية الجوهر عند ديكارت وإسبينوزا» وكانت باللغة الفرنسية تحت إشراف الأستاذين لالاند وبرييه.
ثم نال الدكتوراه في الفلسفة بمرتبة الشرف في مارس عام 1940م، عن أطروحة بعنوان «ابن الفارض والحب الإلهي» تحت إشراف الأستاذ الشيخ مصطفى عبد الرازق.

## مناصبه:[1]
شغل الوظائف التالية:
- معيد في الكلية في شعبان 1356هـ الموافق 1937م.
- مدرس في الكلية 1360هـ الموافق 1941م.
- وبقي مدرساً إلى 1384هـ الموافق 1964.
- ثم درّس بقسم الفلسفة والاجتماع في كلية الآداب في الجامعة الليبية ببنغازي (1384- 1388هـ) الموافق (1964- 1968).
- مدرس بكلية أصول الدين بجامعة الأزهر قبل عمله بكلية الآداب.
- خبير للجنة المصطلحات الفلسفية بمجمع فؤاد الأول للغة العربية.

## أهم مؤلفاته
- الحياة الروحية في الإسلام
- بين الفلسفة والعلم
- ابن الفارض سلطان العاشقين
- الحب الإلهي في التصوف الإسلامي
- في تاريخ الفلسفة الشرقية

## وفاته
توفي في 21 ذي القعدة 1388هـ الموافق 8 فبراير (شباط) 1969م في القاهرة.

## طلابه
وممن تتلمذ عليه:
1. أبو الوفا الغنيمي التفتازاني: والذي أشرف عليه في أطروحتيه الماجستير والدكتوراه في التصوف وهما: «ابن عطاء الله السكندريّ، وتصوفه النظري والعملي» 1374هـ الموافق 1955م. و«ابن سبعين وفلسفته» 1381هـ الموافق 1961م.
2. أحمد محمود صبحي.
3. فوقية حسين.